# Stefan Jakobsson (ishockeyspelare)
Gunnar Stefan Jakobsson, född den 2 februari 1970, är en före detta ishockeyspelare i Linköping HC. Han ses som en av Linköpings bästa spelare någonsin och har en tröja (nr 15) upphängd i Saab Arena. Han har spelat 393 matcher för Linköping HC.

## Karriär
Jakobsson påbörjade sin ishockeykarriär i moderklubben Linköping HC. Han spelade också fotboll fram till 15-års ålder, då han valde att satsa på ishockey. Jakobsson gjorde debut i Linköpings seniorlag i Division I Västra i början av säsongen 1988/89. I sin första match noterades han också för sitt första A-lagsmål då Surahammars IF besegrades med 8-6. Han varvade spel i A-laget med spel med Linköpings juniorer. Totalt spelade han 17 matcher i Divison I och noterades för fem poäng, varav tre mål.
Säsongen 1992/93 var Jakobssons poängmässigt bästa i sin karriär. I grundserien slutade han på andra plats i lagets interna poängliga (55 poäng) och vann, tillsammans med Michael Helber, den interna skytteligan (29 mål). Laget slutade som segrare i Division II A och besegrade sedan Nybro IF i play off i två raka matcher. Linköping vann sedan dessutom kvalserien, där Jakobsson med ett mål i den femte omgången säkrade klubbens återkomst till Division I. I kvalspelet var Jakobsson Linköpings poängmässigt bästa spelare med 14 poäng på åtta spelade matcher (sex mål, åtta assist).
Säsongen 1994/95 vann Jakobsson för andra gången Linköpings skytteliga i grundserien, återigen tillsammans med Michael Helber. På 30 matcher stod han för 24 poäng, varav 17 mål. Laget slutade näst sist i Division I Södra, men ryckte upp sig något i fortsättningsserien där man slutade på fjärde plats. Inför säsongen 1995/96 utsågs Jakobsson till ny lagkapten i Linköping då han efterträdde Anders Mäki. Jakobsson vann Linköpings interna poäng- och skytteliga denna säsong. På 32 grundseriematcher stod han för 35 poäng, varav 20 mål. Laget slutade på fjärde plats i Division I Södra och vann därefter fortsättningsserien och kvalificerade sig därmed för play off-spel. Efter att ha besegrat Sunne IK i två raka matcher besegrades man sedan i play off 2 av IF Troja-Ljungby med 2–0 i matcher.
Den 14 april 1998 bekräftades det att Jakobsson förlängt sitt avtal med Linköping med ytterligare en säsong. Den följande säsongen 1998/99 kom att bli Jakobssons sista. Linköping vann Division I Södra och kvalificerade sig sedan för Kvalserien då man slutat på andra plats i Allsvenskan. På 39 grundseriematcher producerade Jakobsson 21 poäng (elva mål, tio assist). Laget vann sedan Kvalserien och kvalificerade sig därmed för spel i Elitserien för första gången i klubbens historia. Den 17 april 1999, i Kvalseriens sista omgång, vann Linköping mot IF Björklöven med 7–3. En match där Jakobsson noterades för ett hat trick och totalt fyra poäng.

## Statistik
| 1988–89        | Linköping HC   | Div I V        | 17  | 3  | 2  | 5   | 0   | —  | —  | —  | —  | — |
| 1989–90        | Linköping HC   | Div I V        | 22  | 8  | 4  | 12  | 6   | —  | —  | —  | —  | — |
| 1990–91        | Linköping HC   | Div I S        | 31  | 8  | 8  | 16  | 12  | —  | —  | —  | —  | — |
| 1991–92        | Linköping HC   | Div II S       | 36  | 19 | 27 | 46  | 34  | —  | —  | —  | —  | — |
| 1992–93        | Linköping HC   | Div II S       | 35  | 29 | 26 | 55  | 14  | 8  | 6  | 8  | 14 | — |
| 1993–94        | Linköping HC   | Div I S        | 32  | 6  | 4  | 10  | 10  | —  | —  | —  | —  | — |
| 1994–95        | Linköping HC   | Div I S        | 30  | 17 | 7  | 24  | 6   | —  | —  | —  | —  | — |
| 1995–96        | Linköping HC   | Div I S        | 32  | 20 | 15 | 35  | 18  | 4  | 3  | 1  | 4  | 0 |
| 1996–97        | Linköping HC   | Div I S        | 32  | 6  | 3  | 9   | 26  | 14 | 2  | 3  | 5  | 2 |
| 1997–98        | Linköping HC   | Div I S        | 32  | 16 | 23 | 39  | 16  | 10 | 2  | 7  | 9  | 2 |
| 1998–99        | Linköping HC   | Div I S        | 39  | 11 | 10 | 21  | 39  | 10 | 3  | 2  | 5  | 2 |
| Div. I totalt  | Div. I totalt  | Div. I totalt  | 297 | 95 | 76 | 171 | 133 | 38 | 10 | 13 | 23 | 6 |
| Div. II totalt | Div. II totalt | Div. II totalt | 71  | 48 | 53 | 101 | 48  | 8  | 6  | 8  | 14 | — |